# Bychanahalli, Tumkur
Bychanahalli là một làng thuộc tehsil Tumkur, huyện Tumkur, bang Karnataka, Ấn Độ.